# Фрідріх Велер
Фрі́дріх Ве́лер (нім. Friedrich Wöhler; 31 липня 1800, Ешерсгайм сьогодні Франкфурт-на-Майні — 23 вересня 1882, Геттінген) — німецький хімік, за освітою лікар. Вивчав хімію у Л. Ґмеліна у Гайдельберзі та Й. Берцеліуса у Стокгольмі. З 1831 професор технічної школи у Касселі; з 1836 до кінця життя професор університету в Геттінгені. Член Геттінгенської академії наук.

## Синтез сечовини
У 1824 Велер відкрив щавлеву кислоту. Далі у 1824 році бажаючи приготувати ціаново-кислий амоній NH4CNO, Велер отримав безбарвну кристалічну речовину, яка не давала жодної реакції на амоній і ціанову кислоту. У 1828 він встановив, що речовина за складом і властивостями тотожна з сечовиною. Таким чином, Велер вперше синтезував з неорганічної речовини органічну сполуку і тим самим завдав удару поширеному віталістичному вченню про так звану «життєву силу». Однак синтез сечовини тривалий час залишався поодиноким фактом і не міг похитнути віру в життєву силу. Остаточне падіння вчення про життєву силу в хімії відбулося тільки в 1860-х роках завдяки синтезам французького хіміка Марселена Бертло.

## Відкриття в хімії
У 1832 Фрідріх Велер і Юстус Лібіх, вивчаючи похідні «гіркої мигдалевої» олії, показали, що радикал бензоїл C7H5O без змін переходить з одної сполуки в іншу, чим сильно зміцнили теорію радикалів. Велерові належать і інші роботи в галузі органічної хімії: дослідження сечової кислоти та її похідних (спільно з Лібіхом, 1838), отримання діетилтеллура (1840) і гідрохінону (1844), дослідження алкалоїдів опію (1844).
З робіт Велера в області неорганічної хімії відомі: отримання алюмінію нагріванням хлористого алюмінію з калієм (1827), отримання подібним же шляхом берилію і ітрію (1828), отримання фосфору розжарювання суміші фосфорнокислого кальцію з вугіллям і піском (1829), отримання кремнію і його сполук з воднем і з хлором (1856–1858), нітридів кремнію і титану (1857—1858), карбіду кальцію і дією на нього води — ацетилену (1862). Велер створив велику наукову школу і написав навчальні посібники, які користувалися широким поширенням.

## Праці
- Lehrbuch der Chemie, Dresden, 1825, 4 vols.
- Grundriss der Anorganischen Chemie, Berlin, 1830
- Grundriss der Organischen Chemie, Berlin, 1840
- Praktische Übungen in der Chemischen Analyse, Berlin, 1854